# Бењ Сент Радгон
Бењ Сент Радгон (фр. Baignes-Sainte-Radegonde) насеље је и општина у западној Француској у региону Поату-Шарант, у департману Шарант која припада префектури Коњак.
По подацима из 2011. године у општини је живело 1.315 становника, а густина насељености је износила 42,12 становника/km². Општина се простире на површини од 31,22 km². Налази се на средњој надморској висини од 75 метара (максималној 148 m, а минималној 51 m).

## Демографија
| 1962. | 1968. | 1975. | 1982. | 1990. | 1999. | 2011. |
| ----- | ----- | ----- | ----- | ----- | ----- | ----- |
| 1.416 | 1.462 | 1.452 | 1.427 | 1.191 | 1.239 | 1.315 |

График промене броја становника у току последњих година